# 阿貝爾70
阿貝爾70（Abell 70）是一個略微拉長的行星狀星雲，位於天鷹座，距離地球13,500-17,500光年。阿貝爾70正以每秒79公里的速度接近地球，並以每秒38公里的速度膨脹。阿貝爾70後面有一個名為PMN J2033-0656的星系，使其呈現出「鑽石環」效果。
透過望遠鏡可以看到暗淡的OIII環結構。阿貝爾70的中心恆星是一個雙星系統，由一顆熾熱的白矮星和一顆G型亞巨星組成。該亞巨星是一顆鋇星，其旋轉速度很快（週期約2天），並且因星斑而變化。

## 外部連結
- 维基共享资源上的相關多媒體資源：阿貝爾70